# Michael W. Smith
Pour les articles homonymes, voir Michael Smith (homonymie) et Smith.
Michael Whitaker Smith, né le 7 octobre 1957, de Paul et Barbara Smith à Kenova, États-Unis, est un auteur-compositeur-interprète de musique chrétienne contemporaine évangélique. Il est également compositeur, pianiste et guitariste.

## Biographie

### Enfance et jeunesse
À 5 ans, il écrit sa première chanson et à 10 ans, il décide de donner sa vie à Jésus-Christ après une intense expérience spirituelle. Dès l'enfance il développe un amour pour la musique, notamment dans l'église, il apprend à jouer au piano et chante dans une chorale. Enfant, il rêve de devenir joueur de baseball professionnel.
Plus tard, il s'inscrit à l'Université Marshall en Virginie-Occidentale mais abandonne après un semestre. Il tombe dans un cercle vicieux entre alcool et drogue, alors qu'il joue dans plusieurs groupes locaux. Sur les conseils d'un ami Shane Keister, il part  à Nashville poursuivre une carrière musicale. "Avec l'aide de Dieu" il se sort de la drogue, comme il aime à le témoigner. Il fait une tournée, surtout dans des églises, avec le groupe Higher Ground, en tant que pianiste.
En 1979, il gagne son premier salaire : $200 par semaine. En 1980, il rencontre et épouse Deborah Kay Davis avec qui il aura cinq enfants. Il prend son rôle de mari et de père très à cœur, en particulier, parce que sa mère les a abandonnés sur le pas de la porte d'une voisine à l'âge de sept ans, avec son frère et ses deux sœurs. Ils ont été séparés et placés dans la famille pendant sept ans. Après cela, ils sont réunis à nouveau avec leur père.

### Carrière
En 1981, il est pianiste à la tournée Age to Age Tour d'Amy Grant. Il fait aussi les premières parties de ces concerts.
Michael Whitaker Smith sort son premier album en 1983 The Michael W. Smith project, sous le label Reunion Records. Il compose toutes les musiques et sa femme Debbie écrit les paroles. Le titre Friends est extrait de cet opus. Il est alors pour la première fois nommé aux Grammy Awards. L'année suivante il sort son deuxième opus et part pour sa propre tournée.
En 1986 il sort The Big Picture acclamé par les critiques, avec Johnny Potoker comme producteur (qui travailla avec Madonna, Genesis, No Doubt, Brian Eno entre autres). Il continue de collaborer avec Amy Grant avec qui il fait plusieurs duos, dans ses autres albums de la fin des années 1980.

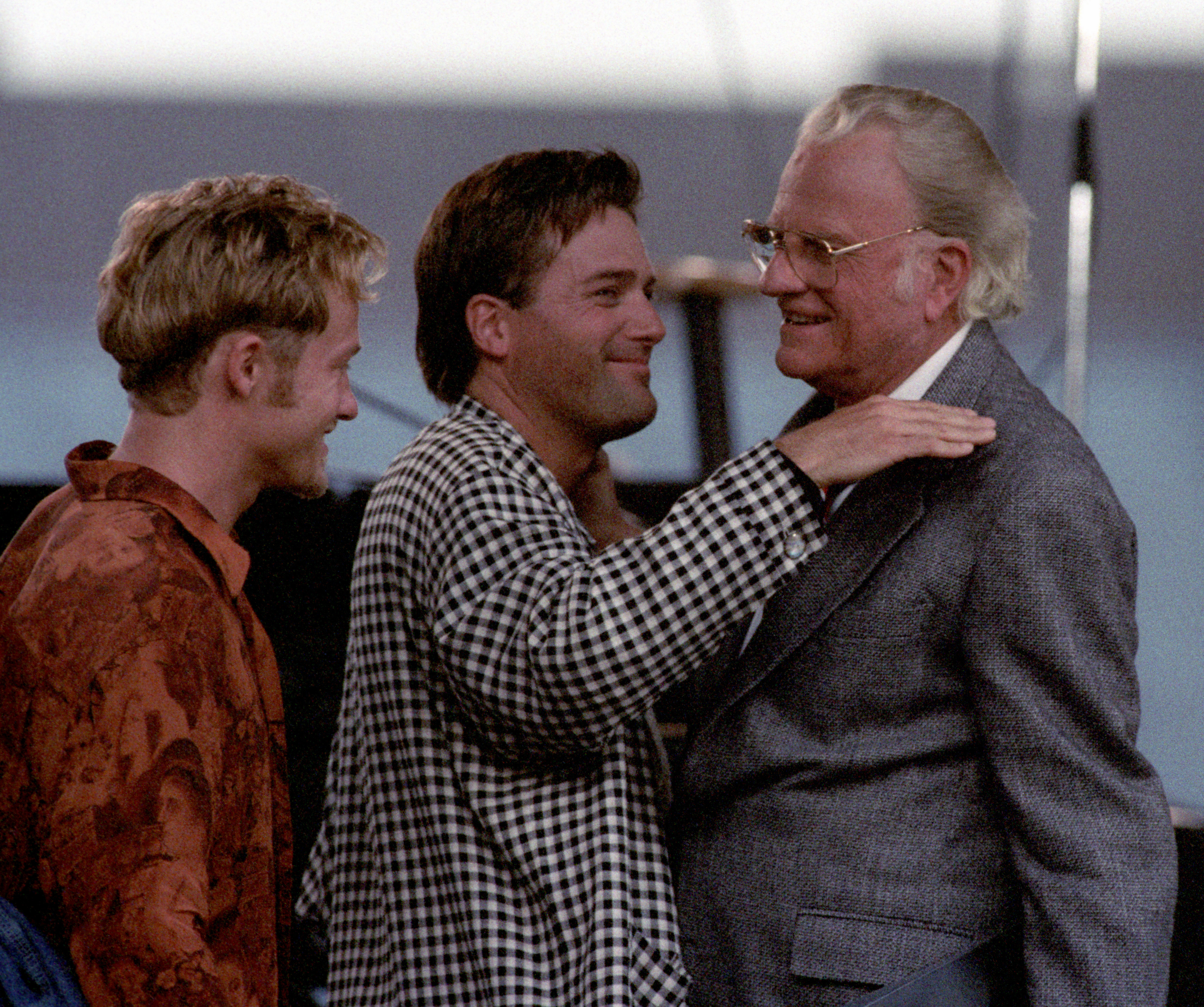
Rencontre de Michael W. Smith (au centre) et de Toby Mac (membre de Dc Talk, à gauche) avec Billy Graham à Cleveland, le 11 juin 1994.

En 1990 sort Go West Young Man lancé par le titre My place in this world qui arriva en 6e position du Billboard Hot 100. Il connait plusieurs succès dans les années 1990, avec des titres marquants de sa discographie (I will be here for You, N°1 dans la catégorie adult contemporary, This is your time...). En 1996 il crée son propre label Rocketown Records, qui permet à d'autres artistes chrétiens de produire leurs disques.
En 2000 il sort un album contenant uniquement des musiques sans paroles Freedom. Par la suite il publie des albums live, Worship en 1998 et Worship again en 2002 enregistrés dans le cadre de ses tournées mondiales. Il y reprend des chansons de son répertoire mais aussi des chansons d'autres artistes chrétiens. Il reçut un Grammy Awards pour l'album Worship again dans la catégorie Best Pop/Contemporary Gospel Album. Un DVD sort en 2002 et devient DVD de platine aux États-Unis et au Canada. George W. Bush, un grand fan, lui demanda d'écrire une chanson en mémoire des attentats du 11 septembre 2001, There she stands, interprétée à la Convention républicaine nationale.
Il est aussi un grand ami de Bono du groupe U2 : Michael W. Smith joua même sur la chanson North star pour l'album du célèbre groupe How to Dismantle an Atomic Bomb, chanson finalement non retenue.
En 2004 sort l'album Healing rain qui entre directement N°11 au Billboard Hot 200. Il fut nommé une nouvelle fois aux Grammy Awards. En 2006 il publie un autre album studio Stand. Un an après il sort son troisième album de Noël It's a wonderful christmas.
En 2008 il renoue avec le live avec A new Hallelujah qui le mènera partout dans le monde avec sa tournée The United Tour.
Il sera prolifique dans sa carrière musicale, mais aussi en écrivant des livres et jouant même devant la caméra (The second chance en 2005, racontant la vie d'un pasteur d'une grande église américaine à côté de celle d'un pasteur de banlieue). 
Son talent incontestable lui a valu beaucoup de prix. À ce jour, il a reçu 40 Dove Awards (l'équivalent chrétien des Grammy Awards), mais aussi trois Grammy Awards, cérémonie où il fut nommé à plusieurs reprises (voir ci-dessous). Il est très connu aux États-Unis, mais aussi partout dans le monde dans le milieu chrétien, ce qui lui vaut d'avoir vendu environ 12 millions d'albums en carrière, faisant de lui l'artiste chrétien ayant vendu le plus.
En 2010, il sort Wonder, un album aux sonorités rock et folk, mais dont les paroles révèlent une foi chrétienne inchangée.

### Action caritative
Il soutient Compassion,, appelé autrefois Compassion International, une organisation qui encourage les gens à donner 50 $ par mois pour parrainer un enfant d'un pays pauvre. Avec cet argent, l'enfant peut manger, s'instruire, s'habiller et se laver. Le reste de l'argent (environ 10 $ par mois) va, par choix du donateur dans la distribution d'eau potable, de travail, la recherche contre le SIDA et les apports en nourriture dans son pays.
Dès 1994 il a ouvert un club pour les jeunes et adolescents à Nashville, élargi depuis 2003 avec un dance floor, un parc pour le skate, un café avec des concerts acoustiques... afin de créer des relations entre les jeunes et le christianisme, et de répondre à leurs besoins sociaux et spirituels.
Avec son album A New Hallelujah il soutient quelques artistes: Israel Houghton et The African Children's Choir qui se sont fait connaître dans American Idol.

## Discographie
- 1983 The Michael W. Smith Project
- 1984 Michael W. Smith 2
- 1986 The Big Picture
- 1987 The Live Set
- 1988 I 2 (EYE)
- 1989 Christmas
- 1990 Go West Young Man
- 1992 Change Your World
- 1993 The First Decade
- 1993 The Wonder Years
- 1995 I'll Lead You Home
- 1998 Live the Life
- 1998 Christmastime
- 1999 This Is Your Time
- 2000 Freedom
- 2001 Worship
- 2002 Worship Again
- 2003 The Second Decade
- 2004 Healing Rain
- 2006 Stand
- 2007 It's a Wonderful Christmas
- 2008 A New Hallelujah
- 2010 Wonder
- 2011 Glory
- 2014 Hymns
- 2014 Sovereign
- 2014 The Spirit Of Christmas

## Récompenses
En 2024, au cours de sa carrière, il a reçu 4 Grammy Awards  et 41 Dove Awards.

### Grammy Awards
- 1984 : Meilleure performance vocale masculine (Michael W. Smith 2)
- 1995 : Meilleur album pop-contemporain gospel (I’ll Lead You Home)
- 2004 : Meilleur album pop-contemporain gospel (Worship Again)

### Nommé aux Grammy Awards
- 1983 : Meilleure performance vocale masculine (Michael W. Smith Project)
- 1986 : Meilleure performance vocale masculine (The Big Picture)
- 1988 : Meilleure performance vocale masculine (I 2 Eye)
- 1989 : Meilleure performance vocale masculine (Holy, Holy, Holy)
- 1990 : Meilleur album pop gospel (Go West Young Man)
- 1998 : Meilleur album pop-contemporain gospel (Live the Life)
- 2000 : Meilleur album pop-contemporain gospel (This Is Your Time)
- 2002 : Meilleur album pop-contemporain gospel (Worship)
- 2006 : Meilleur album de pop chrétienne (Healing Rain)
- 2007 : Meilleur album de pop chrétienne (Stand)

### Dove Awards
Depuis, 1985, il a reçu de nombreux Dove Awards
.
- 1985 : Compositeur de l'année
- 1987 : Album Pop-contemporain de l'année (The Big Picture - producteur, artiste)
- 1988 : Long Form Music Video of the Year (The Big Picture Tour Video - artiste)
- 1990 : Short Form Music Video of the Year – I Miss the Way (artist)
- 1991 : Album Pop-contemporain de l'année (Go West Young Man - producteur, artiste)
- 1992 :
  - Coffret choral de l'année (The Michael W. Smith Collection - artiste)
  - Chanson de l'année (Place in this World - artiste)
  - Album de l'année (The Big Picture - artiste)
- 1994 : Album “Louange-adoration” de l'année (Songs From the Loft - artiste)
- 1995 : Album musical de l'année (Living on the Edge - artiste)
- 1996 :
  - Album événement spécial de l'année (My Utmost For His Highest - artiste)
  - Compositeur de l'année
- 1997 : Album événement spécial de l'année (Tribute: The Songs of Andre Crouch - artiste)
- 1998 :
  - Album de musique pour enfants de l'année (Sing Me to Sleep Daddy - artiste)
  - Album événement spécial de l'année (God With Us – A Celebration of Christmas Carols and Classics - artiste)
- 1999 :
  - Artiste de l'année,
  - Producteur de l'année
  - Album pop-contemporain de l'année (Live the Life - producteur, artiste)
  - Album événement spécial de l'année (Exodus - artiste)
- 2000 :
  - Short Form Music Video of the Year (This is Your Time - artiste)
  - Compositeur de l'année
  - Chanson de l'année (This is Your Time - artiste)
- 2001 :
  - Album pop-contemporain de l'année (This is Your Time - producteur, artiste)
  - Album de musique pour enfants de l'année (Friends 4 Ever - artiste)
- 2002 :
  - Artiste de l'année
  - Album de l'année (Worship - producteur, artiste)
  - Album instrumental de l'année (Freedom - producteur, artiste)
  - Inspirational Recorded Song of the Year (Above All - artiste)
- 2003 :
  - Artiste de l'année
  - Meilleure performance vocale masculine
  - Long Form Music Video of the Year (Worship DVD/Video - producteur, artiste)
  - Album de l'année (Worship Again - producteur, artiste)
- 2008 : Album de Noël de l'année

### American Music Awards
Nouvel artiste préféré dans la catégorie “Adulte contemporain”.